# Paesia amazonica
Paesia amazonica là một loài dương xỉ trong họ Dennstaedtiaceae. Loài này được Christ C. Chr. mô tả khoa học đầu tiên năm 1906.